# 1561年
| 千纪： | 2千纪 |
| 世纪： | 15世纪 \| 16世纪 \| 17世纪                                                                                 |
| 年代： | 1530年代 \| 1540年代 \| 1550年代 \| 1560年代 \| 1570年代 \| 1580年代 \| 1590年代                           |
| 年份： | 1556年 \| 1557年 \| 1558年 \| 1559年 \| 1560年 \| 1561年 \| 1562年 \| 1563年 \| 1564年 \| 1565年 \| 1566年 |
| 纪年： | 辛酉年（鸡年）；明嘉靖四十年；张琏造历三年；越南莫朝光宝七年，后黎朝正治四年；日本永祿四年                 |

## 大事记
- 3月，長尾景虎以上杉憲政的名義，帶領十萬大軍包圍小田原城，北條氏康下令進行死守，最終迫使上杉退兵，隨即追擊並奪回包括古河御所等諸多領地。
- 4月，長尾景虎從小田原城撤兵行經到鎌倉鶴岡八幡宮時，在上杉憲政的請求下繼承了關東管領一職及山內上杉家家名，改名上杉政虎，並得到了上野國的統治權。
- 西班牙國王腓力二世將首都從華拉度列遷至馬德里。
- 5月15日——奧爾良公爵查理九世於蘭斯加冕為法國國王。
- 倭寇大举侵犯台州，戚继光率领所部九战九胜，取得举世闻名的台州大捷。
- 明代戚继光在台州编著的武术名著《纪效新书·拳经捷要》。
- 7月12日——莫斯科聖瓦西里主教座堂落成。
- 8月，上杉政虎與武田信玄爆發第四次川中島之戰，為歷次川中島之戰規模最大的一場，傳說上杉政虎曾直闖敵陣砍傷武田信玄，最終武田信玄成功擊退上杉軍，不過卻損失了其弟武田信繁、諸角虎定、山本勘助及三枝守直（日语：三枝新十郎）等人。。
- 11月，北條氏康於武藏國生野山大敗在川中島損耗甚巨的上杉軍（生野山之戰（日语：生野山の戦い））。
- 12月，將軍足利義輝下賜上杉政虎偏諱，改名上杉輝虎。

## 出生
- 1月22日——弗兰西斯·培根，英国散文作家、哲学家、政治家。（1626年逝世）

## 逝世
- 王邦瑞，明河南宜阳人，字维贤，或作惟贤，号凤泉。正德进士。改庶吉士，出为广德知州。嘉靖中屡迁吏部左侍郎。俺答兵临京师，他总督九门。因兵部尚书丁汝夔被逮下狱，遂摄兵部，兼督团营。鞑靼兵退，改兵部左侍郎，专督营务。条上兴革六事，言宦官典兵，为古今大患，请尽撤提督监枪者。后被伊鸾构陷，以忤旨罢官。有《王襄毅公集》。
- 1月9日——尼子晴久。
- 6月23日——齋藤義龍，日本戰國時期美濃國的大名。
- 10月8日－山本勘助。
- 10月18日－武田信繁，武田信虎子，武田信玄之弟。与信玄、信廉是同母所生。担任其兄的副将，表现活跃。文武兼备，对信玄十分忠诚，为战国少有的贤将。永禄四年（1561年）九月，第四次川中岛合战，为保护本阵，壮烈战死。
- 12月28日－長野業正，日本戰國時代的武將，上野國箕輪城城主。。